# Lista de episódios de Um Menino muito Maluquinho
Abaixo, segue-se a lista de episódios do seriado brasileiro Um Menino muito Maluquinho. A série foi exibida originalmente de 19 de março a 10 de julho de 2006, pela TVE Brasil, tendo totalizado 26 episódios. A partir de 26 de junho de 2006, os episódios inéditos foram exibidos de segunda a sexta às 20h.

## Lista de episódios
| # | Título do episódio                       | Data da primeira exibição |
| --- | ---------------------------------------- | ------------------------- |
| 1 | "Adivinha que dia é hoje?"               | 19 de março de 2006       |
| No aniversário de 10 anos do Menino Maluquinho, ele aprende sobre o tempo. No aniversário de 5 anos, ele precisa se desfazer da mamadeira, mas não quer e depois ele joga no telhado. |                                          |                           |
| 2 | "O Menino que Tinha Panela na Cabeça"    | 26 de março de 2006       |
| A professora de Maluquinho pede como lição de casa que os alunos escrevam sua autobiografia. Nisso, ele começa a pesquisar como se tornou o Menino Maluquinho, mas todos dizem uma coisa e o confundem, Maluquinho decide fazer o que acha dele mesmo. |                                          |                           |
| 3 | "O Primeiro Dia de Aula"                 | 2 de abril de 2006        |
| Maluquinho está prestes a entrar num novo ano letivo, e fica apavorado com a matéria Matemática e aos 5 anos, ele fica preocupado com a vida na nova escola. |                                          |                           |
| 4 | "Eu não Sei Arrumar, Eu Só Sei Bagunçar" | 9 de abril de 2006        |
| Aos 10 anos, Maluquinho finalmente decide arrumar seu quarto ao perder na bagunça um papel com o telefone de Julieta. Aos 5 anos, ele deve lidar com a babá fanática por limpeza de um de seus amigos, Leandro. |                                          |                           |
| 5 | "Feio, Bonito!"                          | 16 de abril de 2006       |
| Uma nova aluna chamada Bianca chega à escola de Maluquinho, e rapidamente todos os meninos da classe se apaixonam por ela. Porém, ela não dá ouvidos a Maluquinho e ainda o chama de feio, o que faz com que ele entre em depressão. Quando Maluquinho volta as aulas, Bianca esta de aparelho e óculos, e pede desculpas a Maluquinho. Aos 5 anos, Maluquinho e Bocão vão ao zoológico, e os dois acabam discutindo ao julgarem se os animais eram bonitos ou feios. |                                          |                           |
| 6 | "O melhor Amigo do Menino"               | 23 de abril de 2006       |
| Aos 5 anos, Maluquinho ganha seu cachorro de estimação, chamado Fofinho. Porém, aos 10, Fofinho foge e Maluquinho quer encontrá-lo de qualquer jeito. |                                          |                           |
| 7 | "Meu pior Amigo"                         | 30 de abril de 2006       |
| O primo de Maluquinho, Gregório, vai visitá-lo, e Maluquinho fica enciumado por Bocão não prestar atenção nele e os dois acabam brigando. |                                          |                           |
| 8 | "O Canguru Campeão"                      | 7 de maio de 2006         |
| Ao refletirem seriamente sobre o que querem ser quando crescerem, Maluquinho e Bocão decidem se tornar jogadores de futebol, porém acham o treino na escola muito pesado. |                                          |                           |
| 9 | "Liga, Desliga"                          | 14 de maio de 2006        |
| Maluquinho era viciado em videogames do Xing Xang Yô até que seu computador pifa e ele fica maluco, mas seus amigos chamam ele para brincar e ele esquece do Video Game. |                                          |                           |
| 10 | "O Melancia"                             | 21 de maio de 2006        |
| Bocão conta a Maluquinho que vai ganhar uma irmã caçula e que está com ciúmes, mas Maluquinho o ajuda a superá-lo contando de quando tinha 5 anos e queria tanto um irmão que acabou inventando um amigo imaginário, Paçoquinha. |                                          |                           |
| 11 | "Azul e Rosa"                            | 28 de maio de 2006        |
| Após uma briga, meninos e meninas resolvem dar festas para provarem quem é melhor, e Maluquinho e Julieta tentam com sucesso reconciliá-los. |                                          |                           |
| 12 | "Baleia de Rio"                          | 4 de junho de 2006        |
| Relutantemente, Maluquinho vai à chácara do avô com a mãe, mas ao reencontrar sua amiga de lá, Tatiana, muda de opinião e os dois se apaixonam. |                                          |                           |
| 13 | "Festa do Pijama"                        | 11 de junho de 2006       |
| Aos 10 anos, Maluquinho dá uma festa do pijama bem-sucedida, mas no processo acaba se lembrando de uma outra festa que deu aos 5 anos, na qual seu convidado Pedroca foi embora precocemente. |                                          |                           |
| 14 | "Porquê Comigo?"                         | 18 de junho de 2006       |
| Maluquinho e seus amigos tentam salvar um aluno novo, Tito, do preconceito de Herman. |                                          |                           |
| 15 | "A Fada-Madrinha do Consumo"             | 25 de junho de 2006       |
| Ao não conseguirem o "Super-Hiper Colete de Aventuras" que queriam, Maluquinho, Junim e Bocão inventam um concurso chamado "A Fada-Madrinha do Consumo", onde podem ganhar todos os brinquedos que quiserem. Porém, eles aprendem uma lição sobre consumismo. |                                          |                           |
| 16 | "Maluquinho Galã"                        | 26 de junho de 2006       |
| Ao chegar atrasado na escola, Maluquinho pega um grupo de trabalho somente com meninas. Durante o trabalho, ele beija a Mari, pega na mão de Julieta e abraça a Carol, o que faz com que elas fiquem revoltadas e perguntem qual é a namorada dele. Ele diz que só as quer como amigas, e no final acaba tudo bem. Na apresentação do trabalho sobre Vênus as meninas acham Maluquinho sensacional. Enquanto que aos 5 anos, Maluquinho é mimado pelas tias-avós, irmãs do avô. |                                          |                           |
| 17 | "Vovô, Papai e eu"                       | 27 de junho de 2006       |
| Aos 5 anos, Maluquinho dá um pato de argila de Dia dos Pais ao seu pai, mas ele o perde e Maluquinho se decepciona. Aos 10 anos, Maluquinho passa a não se importar com o Dia dos Pais devido a esse fato. |                                          |                           |
| 18 | "Chove, Chuva Maluquista"                | 28 de junho de 2006       |
| Aos 5 anos, devido à chuva, Maluquinho, Bocão e o avô Hortêncio não podem ir à praia devido à chuva, e Hortêncio tem a ideia de introduzir as crianças ao mundo da MPB. Aos 10 anos, a família teve de cancelar sua pescaria devido a motivos similares, e Pedro introduz a Maluquinho a história da arte. |                                          |                           |
| 19 | "O Ilusionista"                          | 29 de junho de 2006       |
| Maluquinho tenta esconder da mãe sua nota baixa em Matemática e no processo acaba se lembrando de quando fez coisa similar aos 5 anos, roubando o estojo de Carol e o boné de Junim. |                                          |                           |
| 20 | "Eu Sou o melhor"                        | 30 de junho de 2006       |
| Aos 5 anos, Maluquinho se tranca no banheiro após perder um jogo de cartas chamado Mico Preto contra Dona Irene, Bocão e Junim, que reclamam que o Menino Maluquinho não sabe perder. Porém, aos 10 anos ele fica "esnobe" ao ganhar uma corrida de obstáculos entre seus amigos e que quem perdesse a corrida, faria a lição de casa do campeão. |                                          |                           |
| 21 | "Fome de Doce"                           | 3 de julho de 2006        |
| Aos 5 anos, Maluquinho passa por uma fome de doce e por isso acaba pegando duas cáries, com isso, sua mãe passa a controlar rigorosamente a alimentação do garoto. Aos 10, ele deve aprender a gostar de comida japonesa, já que seu avô acaba de voltar do Japão e pede um jantar japonês para comemorar. |                                          |                           |
| 22 | "Mãe Só Há Duas"                         | 4 de julho de 2006        |
| Aos 10 anos, Maluquinho quer retornar a um acampamento que tinha ido aos 5 anos, o Acampamento dos Tigres, mas sua mãe não quer deixar por dois motivos: aos 5 anos, Maluquinho foi ao mesmo acampamento e ficou tristonho com saudades da mãe e devido a sua nota baixa em Matemática. |                                          |                           |
| 23 | "Flicts"                                 | 5 de julho de 2006        |
| A classe de Maluquinho encena a peça Flicts, baseada no livro de Ziraldo, que aparece em uma participação especial. |                                          |                           |
| 24 | "Mas... Para onde Foi o Peixe?"          | 6 de julho de 2006        |
| O avô de Herman, Mika, morre, e Maluquinho tenta consolá-lo, e posteriormente fica com medo que seus parentes também morram. Aos 5 anos, Maluquinho ganha um peixe que morre quando sai de casa, e sua mãe tenta esconder isso. |                                          |                           |
| 25 | "Feliz Natal"                            | 7 de julho de 2006        |
| Aos 5 anos, Maluquinho descobre que Papai Noel não existe. É quando seu pai tenta entregar os presentes fantasiado de Papai Noel ,mas falha. Aos 10 anos, Maluquinho não ganha o presente que queria. (Episódio exibido apenas no Natal) |                                          |                           |
| 26 | "Eu, eu, eu e o Mar"                     | 10 de julho de 2006       |
| Os três Maluquinhos, os de 5, 10 e 30 anos vão em direção a mesma praia na qual já visitaram; o Maluquinho de 5 anos viaja a praia com seu pai e sua mãe, o de 10 anos vai a praia com seu avô, sua mãe, e seus amigos: Julieta, Bocão e Junim, e o de 30 anos vai a praia sozinho para vender a casa de praia que ele e sua família se hospedavam antigamente. Depois que o Menino Maluquinho, de 10 anos, surfa uma onda, devido a circunstâncias misteriosas, ele se encontra com os Maluquinhos de 5, e 30 anos na praia. Eles conversam e percebem as diferenças e semelhanças que ocorreram no decorrer de suas vidas |                                          |                           |